# یواس‌ان‌اس ساگیتا (تی-ای‌کی-۸۷)
یواس‌ان‌اس ساگیتا (تی-ای‌کی-۸۷) (به انگلیسی: USNS Sagitta (T-AK-87)) یک کشتی بود که طول آن ۲۶۹ فوت ۱۰ اینچ (۸۲٫۲۵ متر) بود. این کشتی در سال ۱۹۴۴ ساخته شد.